# 天の方舟
『天の方舟』（てんのはこぶね）は、服部真澄による日本の小説。『小説現代』（講談社）に2009年11月号から2011年2月号まで「バッド・マネー」のタイトルで連載され、2011年7月7日に講談社から単行本が刊行された。
2012年12月に、WOWOWの連続ドラマWでテレビドラマ化された。

## あらすじ
政府開発援助の裏で繰り広げられている裏金、賄賂、利権、政治工作をめぐる男女の物語。

## 書籍情報
- 単行本：講談社、2011年7月7日 ISBN 9784062170581
- 文庫本：講談社文庫、2012年11月15日 上 ISBN 9784062773980、下 ISBN 9784062773997

## 登場人物
黒谷 七波
キャバクラで働きながら大学に通い、五本木コンサルタンツへ入社。
宮里 一樹
名栗建設社員。

## テレビドラマ
2012年12月9日からWOWOWの連続ドラマW枠にて放送された。主演は水野美紀。第41回国際エミー賞テレビ映画/ミニシリーズ部門にノミネートされた。

### キャスト
黒谷七波
演 - 水野美紀（幼少時 森くれあ）
五本木コンサルタンツ社員。東京大学卒。新潟県の農家出身。
1978年に日本海沖で発生した地震による津波で農地が塩害に冒され、国からの支援が少なく、収穫量が回復しないまま貧しい家庭で育つ。大学時代にアルバイトをしていたキャバクラで宮里と知り合い、ODAの闇を知り、自ら手を汚し、贈賄とキックバックで私腹を肥やしていく。仕事の実績が認められ、シンナム駐在所事務所に所長として赴任し、ソンバック橋の建設に携わる。多数の犠牲者が出た橋の崩落事故で、自分が何の責任も問われないことに罪悪感に苛まされる。宮里とは自らの身を捧げて不倫関係になる。
宮里一樹
演 - 伊原剛志
名栗建設社員。政治家にも顔が広く、会社を実質的に動かしている。塩田とは大学の同期。過去のトラウマから出世欲が強く、より高い地位へ登り詰めるために、塩田の幼馴染である富由美と結婚した。
塩田と共に訪れたキャバクラで七波と出会い、初めて自分が心から好きになった七波とは不倫するようになる。クアラルンプールのトンネル建設事故後、辞職届を残して失踪する。
小出賢治
演 - 武田真治
フリージャーナリスト。七波の元同僚だったが、現地に富をもたらさないODAの闇を知り、ジャーナリストに転身する。
宮里富由美
演 - 戸田菜穂
宮里の妻。塩田とは幼馴染。
塩田夕介
演 - 高橋和也
名栗建設の2代目社長。有能な宮里に劣等感を抱いている。
岩下久司
演 - 堀部圭亮
東京地検特捜部検事。外国為替及び外国貿易法（外為法）違反で七波を取り調べる。
岩下の部下
演 - 阿南敦子
ディン
演 - 森崎ウィン
シンナム共和国で七波の運転手を務める青年。父親が日本人。
百目鬼総司
演 - 佐野史郎
政調会長。元総理の息子。新党「優明（ゆうめい）党」を立ち上げる。
的場
演 - 風見しんご
百目鬼の第一秘書。
塩田琴美
演 - 滝沢沙織
塩田の妻。政治家の娘。
嶋田
演 - 津村知与支
都市インターナショナル社員。ソンバック橋の工事で五本木コンサルタンツと競合し、敗北。
七波の母
演 - 朝加真由美
尾関
演 - 菅原大吉
七波の上司・常務。
砂地
演 - 大鶴義丹
名栗建設社員。
七波の父
演 - 河原崎建三
警視庁刑事
演 - マキタスポーツ
七波の大学時代の恩師
演 - 堀内正美
塩田の愛人
演 - 中別府葵
キャバクラ嬢。
雪輪
演 - 上田耕一
政治家。汚職で失脚。

### スタッフ
- 原作 - 服部真澄
- 脚本 - 浅野妙子
- 監督 - 麻生学、神徳幸治
- 音楽 - 遠藤浩二
- プロデューサー - 井上衛、森川真行、石塚清和
- 主題歌 - 笹川美和 「午前4時36分」

### 放送日程
| #  | 放送日   | サブタイトル                        |
| -- | -------- | ----------------------------------- |
| #1 | 12月09日 | 国際援助の闇 -The Dark Side of ODA- |
| #2 | 12月16日 | 甘い果実 -The Forbidden Fruit-      |
| #3 | 12月23日 | 深く暗い河 -Deep Dark River-        |
| #4 | 12月30日 | 失われた未来 -The Lost Future-      |
| #5 | 01月06日 | 最期の決意 -The Last Decision-      |